# 塞塞勒
勒蓬德博瓦桑（法語：Seyssel，法語發音：[sɛsɛl]）是法国的一个村庄，被罗讷河划分为两个市镇，分别属于安省和上萨瓦省：
- 塞塞勒 (安省)
- 塞塞勒 (上萨瓦省)

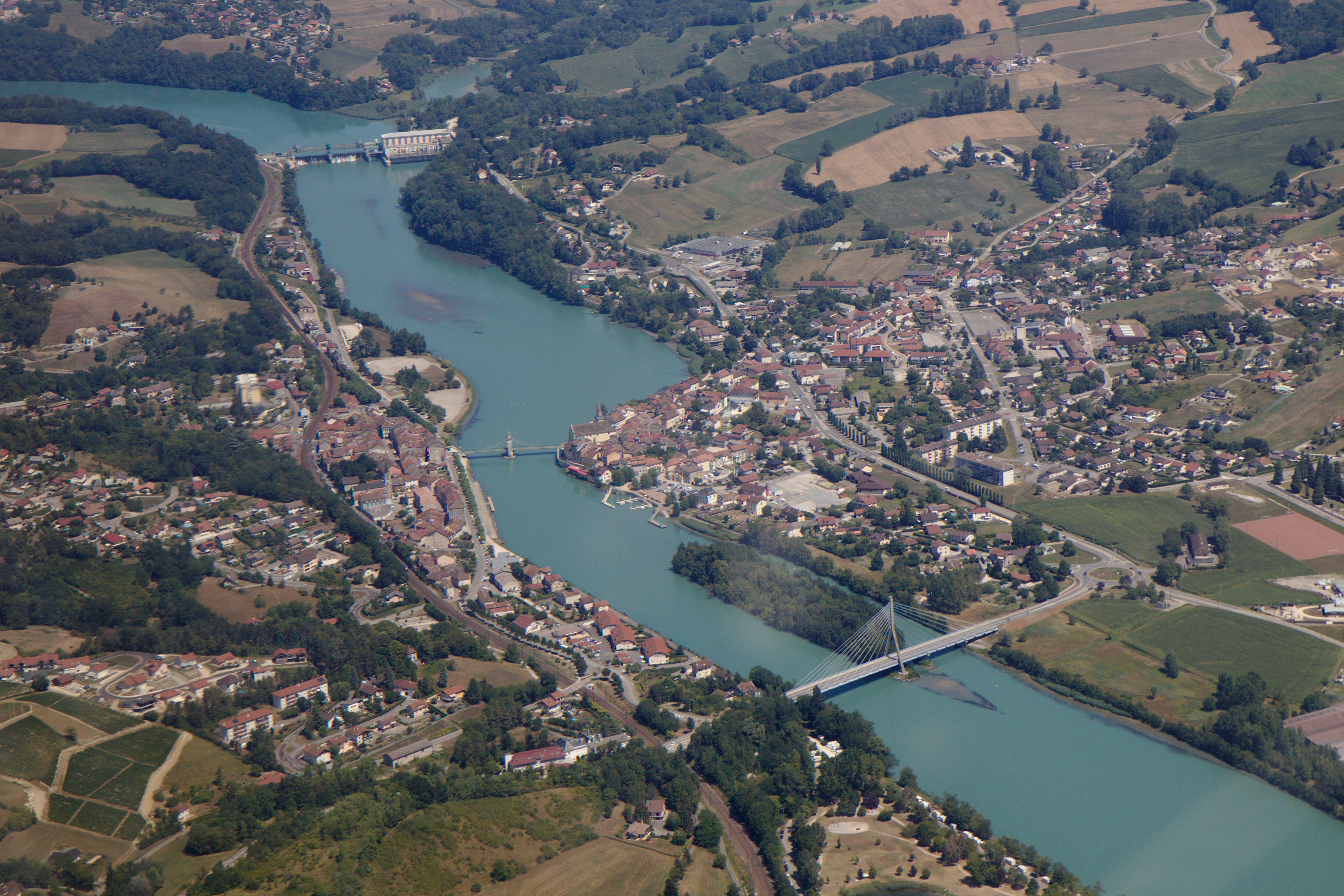
罗讷分隔了两个市镇